# Romerska elegier

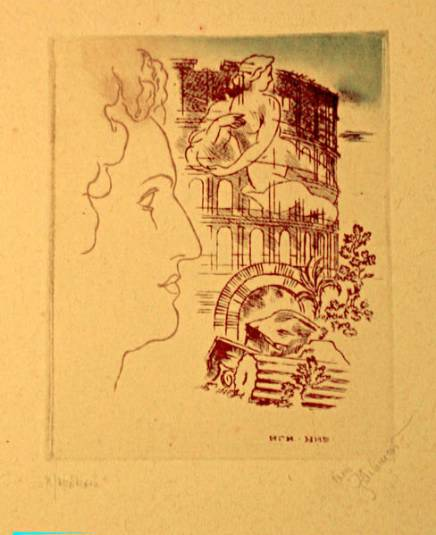
Omslagsbilden till en ryskspråkig utgåva av Romerska elegier från 1933, en färgetsning av I.I. Nivinskij.

Romerska elegier (tyska Römische Elegien) är en diktcykel bestående av 24 elegier av Johann Wolfgang von Goethe, ofullständigt utgiven 1795. Dikterna i samlingen tillkom efter en halvårslång resa till Italien 1786-1787 och handlar som titeln antyder om elegier skrivna i Rom. Flera av elegierna har ett sexuellt innehåll i likhet med den klassiska, romerska, förkristna elegin och samlingen har därför även gått under namnet Erotica Romana. De är dessutom författade på det klassiska versmåttet distikon. 1914 utkom för första gången en fullständig version av Römische Elegien; dessförinnan hade fyra av dikterna ansetts för vågade för att tryckas. Allan Bergstrands svenska tolkning som kom på Albert Bonniers Förlag 1929 var dock fortfarande ofullständig, medan nytolkningen av Lars Bjurman på förlaget Symposion år 2000 var den första fullständiga på svenska.

## En fullständig svensk utgåva
- Johann Wolfgang von Goethe: Romerska elegier, översättning och efterord av Lars Bjurman, teckningar av Hendrik Nyberg (Stockholm/Stehag: Brutus Östlings bokförlag Symposion, 2000)